# Al Salamah
Die Al Salamah ist eine 139 Meter lange Megayacht, die sich im Besitz von Sultan ibn Abd al-Aziz, dem verstorbenen Kronprinzen von Saudi-Arabien befand. Sie steht auf Platz 20 (Stand 2024) der Liste der längsten Motoryachten und ist eine private Yacht, die nicht öffentlich gemietet werden kann. Der Wert der Yacht liegt bei 280 Millionen US-Dollar.

## Geschichte und Ausstattung
Die Al Salamah wurde 1998 in Auftrag gegeben und 1999 als Lürssen-Projekt MiPos (Mission Possible) bei HDW in Kiel gebaut und bei Lürssen in Bremen vollendet. Zum Zeitpunkt ihres Baus war sie die drittgrößte Motoryacht der Welt. Sie war nach der 1984 gebauten Prince Abdulaziz die zweite Yacht im Besitz der königlichen Familie. Im Jahr 2013 wurde die Yacht für 280 Millionen US-Dollar zum Verkauf angeboten, aber später dem bahrainischen Kronprinzen Salman bin Hamad Al Khalifa geschenkt. Die Königshäuser bestätigten dies nie, allerdings führte die Al Salamah 2015 die bahrainische Flagge und wurde 2017 von Forbes als Eigentum Al Khalifas angegeben.
Die Yacht verfügt über einen Hubschrauberlandeplatz, einen Outdoorpool und große Empfangsräume. Die Wohnfläche von 8.000 m² ist auf 80 Kabinen aufgeteilt. Der Außenbereich ist 3.300 m² groß und mit Teakholz ausgelegt. Die Al Salamah bietet Platz für 40 Gäste. Für das Wohl der Bewohner und der Yacht sind 96 Crewmitglieder zuständig. Die Yacht wurde von Terence Distale Design entworfen.

## Technische Daten
Die Al Salamah ist mit zwei V20-Dieselmotoren des Typs MTU 1163 ausgerüstet, die jeweils eine Leistung von 8.717 PS entwickeln. Der Antrieb erfolgt über zwei Propeller, des Weiteren ist ein Bugstrahlruder vorhanden.